# Системи землеробства
Систе́ма землеро́бства — це комплекс взаємозв'язаних організаційно-економічних, технологічних, меліоративних, грунтозахисних заходів, які направлені на ефективне використання землі, агрокліматичних ресурсів, біологічного потенціалу рослин, на підвищення родючості грунту з метою одержання високих стійких врожаїв сільськогосподарських культур. Це сукупність агротехнічних, меліоративних та організаційно-господарських заходів для підтримання й підвищення родючості ґрунту з метою збільшення урожайності сільськогосподарських культур і зменшення собівартості продукції. С. х. постійно змінюються відповідно до змін в агротехніці, введення нових родів сільськогосподарських рослин, а також залежно від природних умов і суспільно-господарських перетворень. С. х. можна поділити на примітивні, екстенсивні та інтенсивні.
До примітивних С. х. належать залежна, вирубно-вогнева й перелогова; при них використовується під посів ледве до 25% землі, а родючість ґрунту відновляється за рахунок природних процесів; вони можливі у країнах з великими запасами вільних земель і рідким заселенням. Залежна С. полягала в тому, що рослини вирощувалися на одному місці до повного виснаження ґрунту, після чого поле залишали й бралися за обробіток незайманих ділянок. У ліс. і лісо-степ. районах розвивалася вирубно-вогнева С., при якій нові ділянки під с.-госп. культури освоювалися після вирубання чи опалювання лісу. Обидві ці системи переважали на укр. землях за ранньої доби. За княжої доби панівною стала перелогова система землеробства, у якій цю саму ділянку оброблювано вдруге після відпочинку впродовж 10 — 15 pp. Але вже за Київ. Руси-України в міру згущення населення переліг поступово скорочувався до 3 — 4 pp., а далі перелогову С. замінила екстенсивна парова С. — дво-, а згодом трипільна (чистий пар, озимина, ярина), яка краще забезпечувала прохарчування населення порівняно з попередніми. Ця С. х. протрималася на Центр. і Сх. Землях до 1920-их pp. Поодинокі С. х. засвоювалаися повільно, і в Україні деколи діяли в той же час різні С. х. (наприклад, у другій пол. 19 ст. переважала трипільна С., на півд. сх. панівною була переліжна, у Галичині — сівозмінна; винятково на Поліссі залишилися рештки вирубновогневої).
Тепер панівною в Україні є сівозмінна С., при якій майже вся рілля є під засівами, а с.-г. культури на тій самій зам. площі чергуються протягом ряду років (т. зв. ротація) за заздалегідь визначеним планом.
Системи землеробства бувають: зональними, які враховують ресурси певної природної зони; екстенсивними, які спрямовані лише на використання грунтовокліматичних факторів; інтенсивними, які широко використовують
фактори інтенсивного землеробства; зернопарові, які передбачають вирощування в основному зернових культур; просапні, які передбачають вирощування впереважно просапних культур (у цій системі також має місце вирощування овочевих культур); травопільні, які передбачають вирощування переважно багаторічних трав; плодозмінні, які передбачають вирощування зернових лише на 50% ріллі, а на решті — просапні і зернобобові. Основною частиною системи землеробства є ланка, під якою розуміють частину системи землеробства, яка включає систему сівозмін, систему обробки грунту, систему удобрення тощо.

## Системи землеробства
Виділяють 4 групи системи землеробства: примітивні,екстенсивні,перехідні від екстенсивних до інтенсивних,інтенсивні.

### Примітивні системи землеробства
- підсічна система землеробства — ліс випалюють та сіють культури прямо в попелі, через кілька років переходять на нову ділянку;
- лісопільне землеробство — ділянка засівається знову через деякий час після заростання лісом;
- заліжне землеробство — освоюється цілина, у міру виснаження переходять на нові ділянки, а старі закидаються;
- перелогове землеробство — старі ділянки залишаються на 8 — 15 років, а потім знову використовуються;
- іригаційне землеробство засноване на штучному зрошенні. Є примітивні форми та складні.

### Екстенсивні системи землеробства
Настає епоха феодалізму, землі все менше, тому вводяться методи з чергуванням культур.
- парове зернове землеробство
- багатопільно-трав'яне землеробство

### Перехідні системи землеробства
- покращене зернове землеробство (введення в зерно-парові сівозміни багаторічних трав або просапних культур, більш раціональне використання земель та добрив);
- травопільне землеробство

### Інтенсивні системи землеробства
- сівозмінне землеробство — родючість ґрунту підтримується і поліпшується чергуванням культур (зернових, бобових та просапних), підвищеним добривом та ретельною обробкою ґрунту;
- просапне землеробство — із застосуванням іригації, добрив, науково обґрунтованої агротехніки.